# Мирослав Ћосовић
Мирослав Ћосовић (Подгорица, 1968) јесте црногорски публициста.

## Биографија
По предању већине братстава из Малоцуца и предак Ћосовића је прије неких 400 година (или више) из племена Кучи доселио у племе Цуце. Живи и ради у Подгорици. Није факултетски образован.
Објављује углавном на Порталу Аналитика чланке који се тичу етногенезе и идентитета Црногораца и других народа западног Балкана, а објављене су и три књиге под његовим именом: Његош је измислио српску народност Црногораца (2013), Бизарни свеци српске цркве (2014), Тесла се изјашњавао као Црногорац (2016).

## Ставови
Главна теза му је да Црногорци нису Срби но староседиоци: потомци Илира, Влаха... који су од досељених Словена језички словенизирани, а да их је преко Његоша национално посрбио Сима Милутиновић Сарајлија. Признаје да српске мисли има и раније у Црној Гори али ретко и то само код владика цетињских који су у контакту са Пећком патријаршијом посрбљени. Поред владика српску мисао су имали и други образовани људи са тих простора као Катренина Радоњић која је написала књигу о историји Зете и Црне Горе (то је Ћосовић коментарисао у својој књизи из 2013), или Јован Балевић, који средином 18. вијека пише да су Црногорци православни Славеносрби  [
[Вицко Вуковић]] и Зећани су му посрбљени преко књига Немањића, а Јован Скилица који је живјео прије Немањића и у Дукљи спомиње Србе му се „забунио”, јер Ћосовић наводи десетак других извора који наводне говоре другачије него Скилица. Још старије, Ајнхардове тврдње да Срби контролишу велики дио Далмације није коментарисао, зато што Ајнхард не прецизира на које географско подручје мисли кад то пише.
Чињеницу да се Црногорци сматрају и Србима тумачи да је Србин за обичан народ био само вјерски термин, иако се владика Сава Петровић у три своја писма Дубровчанима католицима обраћао као Србин Србима. Таква писма без доказа проглашава фалсификатима.
Он псеудоисторијски тврди да су Срби на простору старе али и данашње Херцеговине настали у 19. вијеку „након пропагандне кампање из Београда”.
Стил писања је изостављање свих података који указују на то да су Зећани и каснији Црногорци били Срби, а то ради зато што сами Балшићи и Црнојевићи никада себе нису декларисали као Србе, нити их је као Србе видио ико од савременика. Наравно, то није истина: по свједочењу самих Балшића они своје поријекло доводе у везу са Немањићима. Балша II Балшић из Скадра, у повељи Дубровчанима од 27.1.1385. између осталога пише  :
... молитвама и мољењима светих мојих прародитеља Симеона Немање, првога мироточца српскога и светитеља Саве...
Пишући о Косачама не наводи да су били херцези (војводе) светог Саве (зато што је та титула повезана са вјером, а не са народношћу), али наводи да их њихови савременици Дубровчани називају Власима. Ђурађ Црнојевић је 1494. на Цетињу штампао календар у којем још нема свих Немањића као светаца. Аутор нагласи да Црнојевићи нису за свеца признавали Стефана Првовјенчаног, Милутина... али не наведе да им је црвено слово у календару (за фебруар) био Стефан Немања под монашким именом Симеон србски нови мироточац, којег сматра окупатором Дукље (иако ју је ослободио од Грка). У књизи "Бизарни свеци Српске цркве" Ћосовић јесте навео да је Стефан Немања означен црвеним словима у црквеном календару Црнојевића.
Поред одбацивања свих историјских докумената који се не уклапају у митоманску идеологију црногорства, аутор има често тврдње које могу да изгледају као историјски неутемељене. Тако тврди да је бивша турска тврђава у Подгорици између два светска рата названа Немањиним градом, алудирајући на "посрбљавање" Црне Горе након 1918. године, а Нешо Станић на два мјеста у својој књизи Споменица сјени подгоричких Срба из 1912. г. спомиње ту тврђаву и шеталиште поред ње под Немањиним именом (укинут је тај назив улице). Први пут цитира песму Николе Петровића Пјесник и вила у којој кнез пише: На Рибници самом ушћу Немања је двор дизао, па отоле земљу Рашку и све српство сабирао. а други пут спомиње Немањину риву.